# Karin Tscholl
Karin Tscholl (* 1968 in Innsbruck) ist eine österreichische Geschichtenerzählerin, Märchensammlerin und Autorin.

## Leben
Karin Tscholl studierte vergleichende Literaturwissenschaften und Germanistik.
Das Erzählerinnen-Handwerk erlernte sie unter anderem bei Margarete Wenzel, Ben Haggarty und Dan Yashinsky. Karin Tscholl lebte drei Jahre in Santa Cruz, Kalifornien, und Kauai, USA.
Seit 1995 tritt Karin Tscholl unter dem Künstlernamen Frau Wolle als freie Erzählerin bei Erzählkunst-Veranstaltungen und Erzählfestivals auf und betreibt einen YouTube-Kanal. Sie erzählt frei auf Hochdeutsch, Tirolerisch, Englisch und Spanisch für ein erwachsenes Publikum. Karin Tscholl tritt oft gemeinsam mit Musikerinnen und Musikern oder mit anderen Erzählkünstlerinnen und Erzählkünstlern auf, zum Beispiel für gemeinsames mehrsprachiges Erzählen oder Verdolmetschung in Gebärdensprache.
Ihr Repertoire umfasst von ihr gesammelte und bearbeitete traditionelle Märchenstoffe und Geschichten aus aller Welt, die sie auch als Sammlungen und Bilderbücher publiziert.
Karin Tscholl ist Gründungsmitglied des Vereins Erzähler ohne Grenzen.

## Werke
- Rätsellust und Liebeslist. Märchen zum Vor- und Nachlesen gesammelt und bearbeitet von Frau Wolle. Illustrationen von Johanna Schweigl u. a. 1. Auflage 2000. Eigenverlag. ISBN 3-9501323-0-9. Spätere Auflagen Tyrolia Verlag, ISBN 978-3-9501323-0-4.
- Honigherz und Seidenstern. Märchen zum Vor- und Nachlesen gesammelt und bearbeitet von Frau Wolle. Illustrationen von Pia L. Jungwirth u. a. 1. Auflage 2003. ISBN 3-9501323-1-7. Spätere Auflagen ISBN 978-3-9501323-1-1.
- Augenblick und Ohrenglück ISBN 978-3-9501323-2-8.
- Tiroler Märchen nach der Sammlung der Brüder Zingerle frei erzählt. 2007. ISBN 978-3-7022-2858-3, ISBN 3-7022-2858-6.
- Hühnersuppe und Rosenduft. Ein Märchen von der Gastfreundschaft erzählt von Frau Wolle illustriert von Anna Vidyaykina. Innsbruck, Wien, Tyrolia Verlag. ISBN 978-3-7022-3023-4.
- Morgen ist Morgen. Eine Geschichte über Einfallsreichtum und Vertrauen. Illustrationen von Anna Vidyaykina. 2011.
- König Lichterloh. Erzählt von Frau Wolle. Illustriert von Almuth Mota. Innsbruck, Wien, Tyrolia Verlag. 2016. ISBN 978-3-7022-3542-0.
- Königin Herzenslust. Vorwort von Gerald Hüther, farbige Illustrationen von Almuth Mota. 2022. ISBN 978-3-9501323-3-5.